# Lansana Conté

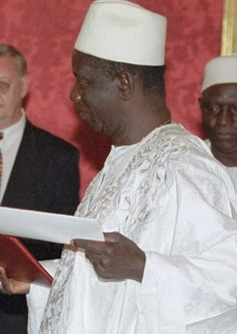
Lansana Conté bei einem Treffen mit Wladimir Putin, Juli 2001

Lansana Conté [lɑ̃saˈna kɔ̃ˈte] (* 30. November 1934 in Moussayah Loumbaya, Guinea; † 22. Dezember 2008 in Conakry) war von 1984 bis zu seinem Tod Präsident von Guinea. Unter seiner Herrschaft fanden 1993 erstmals seit der Unabhängigkeit Guineas von 1958 Präsidentschaftswahlen mit mehreren Kandidaten statt, wobei die Freiheit dieser und darauffolgender Wahlen zweifelhaft ist.

## Frühe Jahre
Conté gehörte zum Volk der Susu und wurde in Moussayah Loumbaya bei Dubréka in der Nähe von Conakry, der Hauptstadt des damals zu Frankreich gehörenden Landes, geboren. Nach seiner Schulzeit in Guinea besuchte er Militärschulen in Bingerville in der Elfenbeinküste und Saint-Louis in Senegal.

## Soldat
1955 trat er in die französische Armee ein. 1957 war er während des Algerienkrieges in Algerien stationiert. Nach der Unabhängigkeit Guineas am 2. Oktober 1958 wurde er als Sous-officier in dessen Armee übernommen. 1962 besuchte er die Offiziersschule Camp Alpha in Conakry und wurde am 1. Juli 1963 zum Sous-lieutenant befördert, zwei Jahre später zum Lieutenant. Am 22. November 1970 war er an der Abwehr eines Umsturzversuches beteiligt, bei dem Exilguineer vom zu Portugal gehörenden Guinea-Bissau aus den seit der Unabhängigkeit autoritär regierenden Präsidenten Ahmed Sékou Touré stürzen wollten. Dafür wurde er am 27. Februar 1971 zum Capitaine befördert. 1973 wurde er Kommandeur der Region Boké an der Grenze zu Guinea-Bissau mit dem Auftrag, die bis 1974 gegen Portugal kämpfende Unabhängigkeitsbewegung Partido Africano da Independência da Guiné e Cabo Verde (PAIGC) zu unterstützen. Seit dem 10. Mai 1975 gehörte er dem Generalstab an. Zur Regelung eines Grenzstreits mit dem inzwischen unabhängigen Guinea-Bissau leitete er 1977 die Verhandlungsdelegation Guineas. Seit 1980 gehörte er dem Parlament an, in dem lediglich Tourés Einheitspartei Parti Démocratique de Guinée (PDG) vertreten war. Im selben Jahr leitete er die offizielle Delegation seines Landes bei der Pilgerfahrt nach Mekka.

## Präsident

### Militärregierung
Eine Woche nach dem Tod von Präsident Touré stürzte Lansana Conté am 3. April 1984 durch einen Putsch den Interimspräsidenten Louis Lansana Béavogui. Die Verfassung wurde suspendiert und ein Militärrat Comité militaire du rétablissement national (CMRN) mit 25 Mitgliedern etabliert. Am 5. April übernahm er das Amt des Präsidenten. Conté löste Guinea aus seiner engen Bindung zur Sowjetunion und distanzierte sich von den Menschenrechtsverletzungen der Ära Touré. Einige politische Gefangene wurden entlassen und die rund 200.000 im Exil lebenden Guineer zur Rückkehr ermuntert. Auf wirtschaftlichem Gebiet setzte er in Zusammenarbeit mit dem Internationalen Währungsfonds auf einen eher marktwirtschaftlichen Kurs.
Am 18. Dezember 1984 trennte er sich von seinem Premierminister Oberst Diarra Traoré und schaffte das Amt bis Juli 1996 ab. Während einer Reise Contés zu einem Treffen der Westafrikanischen Wirtschaftsgemeinschaft (ECOWAS) in Lomé unternahm Traoré am 5. Juli 1985 einen erfolglosen Putschversuch. Gemeinsam mit einigen Gefolgsleuten wurde Traoré einige Tage später hingerichtet. Die meisten Putschisten gehörten zum Volk der Malinke. Seit dem 3. April 1990 war Conté General und als Präsident auch Oberbefehlshaber der Armee. In den 1990er Jahren bewirkte er die Freilassung des liberianischen Warlords und späteren Präsidentschaftskandidaten Sekou Conneh, dem Schwiegersohn seines Wahrsagers, der unter Charles Taylor vom liberianischen Geheimdienst festgehalten wurde.

### Mehrparteiensystem
Im Zuge der allgemeinen Demokratisierung in den afrikanischen Staaten seit den frühen 1990er Jahren wurde auch in Guinea ein Mehrparteiensystem eingeführt, ohne allerdings die Möglichkeit eines Regierungswechsels zu riskieren. In einem Referendum wurde am 23. Dezember 1990 eine neue Verfassung gebilligt und der Militärrat CMRN am 16. Januar 1991 abgeschafft. 1992 wurden politische Parteien erlaubt.
Am 19. Dezember 1993 fanden erstmals seit der Unabhängigkeit Präsidentschaftswahlen mit mehreren Kandidaten statt, die Conté als Kandidat der Partei Parti de l’unité et du progrès (PUP) mit 51,7 % im ersten Wahlgang gewann. Die Wahlen waren von zahlreichen Manipulationsvorwürfen überschattet. Bei den Parlamentswahlen am 11. Juni 1995 erhielt seine PUP 71 der 114 Sitze. Am 2. Februar 1996 führte eine Meuterei zu einem erneuten Putschversuch, den seine Regierung überstand. Die nächsten Präsidentschaftswahlen am 14. Dezember 1998 gewann er mit 56,1 % der Stimmen. Es gab wieder Vorwürfe seitens der Opposition und von internationalen Beobachtern, allerdings weniger als fünf Jahre zuvor. Ein Verfassungsreferendum am 11. November 2001 erweiterte die Amtsperiode des Präsidenten von fünf auf sieben Jahre und hob die Beschränkung der Amtszeit auf. Die Verfassungsänderung wurde mit 98,36 % gebilligt, wobei die Opposition wieder den Vorwurf des Wahlbetrugs erhob. Bei den von der stärksten Oppositionspartei boykottierten Parlamentswahlen am 30. Juni 2002 konnte seine PUP 85 der 114 Sitze gewinnen. Die Präsidentschaftswahlen im folgenden Jahr wurden von fast allen Oppositionsparteien boykottiert und er wurde am 21. Dezember 2003 gegen einen weiteren Kandidaten mit 95,25 % für weitere sieben Jahre wiedergewählt. Die Kommunalwahlen im Dezember 2005 konnte die PUP bei geringer Wahlbeteiligung wieder für sich entscheiden. Conté litt an Diabetes und sein Gesundheitszustand hatte sich in den letzten Jahren immer weiter verschlechtert, so dass schon früh bezweifelt wurde, ob er diese Amtszeit überleben würde.
Während eines fehlgeschlagenen Anschlags wurden am 19. Januar 2005 Schüsse auf seine Eskorte abgefeuert, als er auf dem Weg in die Hauptstadt Conakry war. Conté, der unverletzt blieb, wandte sich daraufhin über Radio und Fernsehen an die Bevölkerung und erklärte, dass er überlebt hat, weil Gott sein Ableben noch nicht vorgesehen hätte. Er verurteilte diejenigen, die seiner Meinung nach versucht hätten, Guineas Entwicklung aufzuhalten.
Ab dem 10. Januar 2007 fand ein von den Gewerkschaften auf unbegrenzte Zeit ausgerufener und von 14 Oppositionsparteien unterstützter Generalstreik statt, mit dem Conté zum Rücktritt gezwungen werden sollte. Contés Gegner warfen dem gesundheitlich stark angeschlagenen 72-jährigen Politiker Korruption und Machtmissbrauch vor. Bei heftigen Unruhen in Conakry und anderen Städten wurden in den ersten 16 Tagen des Generalstreiks bei Zusammenstößen mit der zunehmend gewaltsamer reagierenden Polizei mindestens 59 Menschen getötet und Hunderte verletzt. Allein am 22. Januar wurden 49 Menschen in den Vororten Conakrys von Sicherheitskräften erschossen. Am 28. Januar hatten die Gewerkschaften ihren Generalstreik vorübergehend beendet, nachdem sie sich in einem Abkommen mit der Regierung auf die Einsetzung eines gemeinsam ernannten Ministerpräsidenten verständigt hatten, auf den Conté einen Teil seiner Macht überträgt. Nachdem Conté einen seiner Vertrauten ernannte, eskalierten die Proteste. Etwa sechzig Menschen kamen am Wochenende des 10./11. Februar ums Leben. Am 12. Februar verhängte Conté den Ausnahmezustand. Mitte Februar schließlich stimmte der Präsident zu, einen Premierminister zu ernennen, der selbst die Minister seiner Regierung ernennt und mit dem auch die Gewerkschaften einverstanden sind.
Dem von Lansana Kouyaté geführten neuen Kabinett gehörte kein Minister der bisherigen Regierung Contés an. Die Opposition reagierte auf die Ernennung der Regierung vorsichtig optimistisch.
Am 22. Dezember 2008 starb Conté an Leukämie. Nur wenige Stunden nach der Verkündung des Todes übernahm das Militär unter Moussa Dadis Camara die Macht in Guinea.